# 김규철
김규철(金圭哲, 1960년 4월 6일 ~ )은 대한민국의 배우이다.

## 학력
- 의정부고등학교 (졸업)
- 서울예술전문대학 (연극과 / 전문학사)

## 출연작

### TV 드라마

#### KBS
- 1993년 KBS1 일일연속극 《당신이 그리워질 때》 ... 이명준 역
- 1993년 KBS2 수목드라마 《굿모닝 영동》 ... 주근노의 운전기사, 차정보 역
- 1995년 KBS2 대하드라마 《서궁》 ... 광해군 역
- 1996년 KBS2 일일연속극 《원지동 블루스》 ... 병하 역
- 1996년 KBS2 청소년드라마 《스타트》
- 1996년 KBS2 수목드라마 《파파》
- 1996년 KBS2 납량특집드라마 《전설의 고향》〈나비의 한〉 ... 남산골 이 선비 역
- 1996년 KBS2 단막극 《드라마게임 - 우체국에 가면 잃어버린 사랑을 찾을 수 있을까》
- 1997년 KBS2 납량특집 드라마 《전설의 고향》〈이어도(離於島)〉 ... 남편 역
- 1997년 KBS1 신년특집극 《댁의 딸, 우리 아들》
- 1997년 KBS2 납량특집 드라마 《전설의 고향》〈5월에 내리는 서리〉 ... 사또 역
- 1997년 KBS1 아침드라마 《초원의 빛》 ... 병기 역
- 1997년 KBS2 월화드라마 《봄날은 간다》
- 1997년 KBS2 수목연속극 《그대 나를 부를 때》 ... 이재문 역
- 1998년 KBS1 신년특집극 《목마들의 언덕》
- 1998년 KBS2 아침드라마 《바람처럼 파도처럼》
- 1998년 KBS2 주말연속극 《종이학》 ... 원희재 역
- 1998년 KBS2 단막극 《전설의 고향 - 저승에서 핀 꽃》 ... 청성 역
- 1998년 KBS1 능력개발의달 특집극 《희망여관》
- 1999년 KBS2 월화드라마 《초대》
- 1999년 KBS1 일일연속극 《해뜨고 달뜨고》 ... 봉수 역
- 1999년 KBS1 TV문학관 《그가 걸음을 멈추었을 때》 ... 세일 역
- 1999년 KBS1 아침드라마 《송화》
- 2000년 KBS2 월화드라마 《바보같은 사랑》 ... 정국 역
- 2000년 KBS2 수목드라마 《소설 목민심서》 ... 정약전 역
- 2000년 KBS1 아침드라마 《약속》 ... 기섭 역
- 2001년 KBS2 주말연속극 《동양극장》 ... 양천명 역
- 2001년 KBS2 월화드라마 《비단향꽃무》
- 2001년 KBS1 아침드라마 《매화연가》
- 2002년 KBS2 설날특집극 《사랑》 ... 선재 역
- 2002년 KBS2 어린이드라마 《매직키드 마수리》 ... 마풍운 역
- 2002년 KBS2 미니시리즈 《햇빛 사냥》 ... 강인욱 역
- 2002년 KBS2 월화드라마 《러빙 유》 ... 윤수 역
- 2002년 KBS2 드라마시티 《홍시》 ... 아버지 역
- 2003년 KBS1 대하드라마 《무인시대》 ... 고려 18대 왕 의종 역
- 2003년 KBS2 주말연속극 《저 푸른 초원 위에》 ... 성준걸 역
- 2003년 KBS2 추석특집극 《혼수》 ... 상훈 역
- 2003년 KBS 장애인의날특집극 《보름달 산타》 ... 인태 역
- 2003년 KBS2 아침드라마 《나는 이혼하지 않는다》 ... 변학수 역
- 2003년 KBS2 미니시리즈 《로즈마리》
- 2003년 KBS2 드라마시티 《귀휴》 ... 동진 역
- 2004년 KBS2 드라마시티 《핸드폰이 꺼져 있어》 ... 피 과장 역
- 2004년 KBS1 대하드라마 《불멸의 이순신》 ... 상인 임천수 역
- 2005년 KBS2 월화드라마 《러브홀릭》 ... 선생 역
- 2005년 KBS2 아침드라마 《위험한 사랑》 ... 김인수 역
- 2005년 KBS1 TV문학관 《메밀꽃 필무렵》 ... 허 생원 역
- 2005년 KBS2 드라마시티 《수수께끼 보물섬》 ... 성재 역
- 2005년 KBS2 수목드라마 《부활》 ... 최동찬 역
- 2006년 KBS2 드라마시티 《이제 더 이상 처용은 춤추지 않는다》 ... 청부살인업자 K 역
- 2006년 KBS2 드라마시티 《반짝반짝 빛나는》 ... 사내 역
- 2006년 KBS2 어린이드라마 《화랑전사 마루》 ... 김진호 역
- 2006년 KBS2 드라마시티 《안개시정거리》 ... 취객 역
- 2006년 KBS2 드라마시티 《도시괴담, 무섭지 않은 이야기》〈비상구, 하차 그리고 피크닉〉 ... 정만 역
- 2006년 KBS1 대하드라마 《대조영》 ... 신홍 역
- 2006년 KBS2 4부작 드라마 《도망자 이두용》 ... 장두식 역
- 2006년 KBS2 드라마시티 《자장가 부르는 아기》 ... 최명환 박사 역
- 2007년 KBS2 설날특집극 《심청의 귀환》 ... 백 이방 역
- 2007년 KBS1 HD TV문학관 《난장이가 쏘아올린 작은 공》
- 2007년 KBS1 HD TV문학관 《나의 피투성이 연인》〈EP1. 누드 사진〉
- 2007년 KBS2 수목드라마 《마왕》 ... 차광두 역
- 2007년 KBS2 2부작 드라마 《우리를 행복하게 하는 몇 가지 질문》 ... 선재 형 역
- 2008년 KBS2 월화드라마 《최강칠우》 ... 시강원 관리 최원석 역(특별출연)
- 2008년 KBS2 납량특집드라마 《전설의 고향》〈사진권의 저주〉 ... 포도 대장 역(특별출연)
- 2008년 KBS2 납량특집드라마 《전설의 고향》〈기방괴담〉 ... 사또 역
- 2008년 KBS2 특별기획드라마 《바람의 나라》 ... 명진 역
- 2009년 KBS2 미니시리즈 《파트너》 ... 마지막회 검사 역(특별출연)
- 2009년 KBS2 주말 특별기획 드라마 《열혈 장사꾼》 ... 윤 이사 역
- 2009년 KBS2 납량특집드라마 《전설의 고향》〈죽도의 한〉 ... 윤홍국 역
- 2010년 KBS1 대하드라마 《거상 김만덕》 ... 오 집사 역
- 2010년 KBS1 미니시리즈 《전우》 ... 대대장 역(특별출연)
- 2010년 KBS2 월화드라마 《구미호: 여우누이뎐》 ... 오 서방 역
- 2010년 KBS1 국권침탈100년특별기획5부작 《자유인 이회영》 ... 지국장 역
- 2010년 KBS2 수목드라마 《프레지던트》 ... 백찬기 역
- 2010년 KBS1 성탄특집극 《고마워 웃게 해줘서》
- 2011년 KBS2 월화드라마 《강력반》 ... 조상태 역
- 2011년 KBS2 미니시리즈 《동안미녀》 ... 소영 부 역
- 2011년 KBS1 대하드라마 《광개토태왕》 ... 설도안 역
- 2011년 KBS2 월화드라마 《스파이 명월》
- 2012년 KBS2 TV소설 《사랑아 사랑아》 ... 여삼추 역
- 2012년 KBS2 수목드라마 《각시탈》 ... 우병준 역
- 2012년 KBS2 단막극 《KBS 드라마 스페셜 - 리메모리》 ... 서 형사 역
- 2013년 KBS2 월화드라마 《상어》 ... 조의선 역
- 2014년 KBS2 수목드라마 《골든크로스》 ... 박희서 역
- 2014년 KBS2 수목드라마 《아이언맨》 ... 조붕구 역
- 2015년 KBS1 대하드라마 《징비록》 ... 도요토미 히데요시 역
- 2015년 KBS2 월화드라마 《너를 기억해》 ... 박영철 역(특별출연)
- 2015년 KBS2 수목드라마 《장사의 신 - 객주 2015》 ... 김보현 역
- 2015년 KBS2 드라마 스페셜 《아비》 ... 신기철 역
- 2016년 KBS2 TV소설 《저 하늘에 태양이》 ... 변근태 역
- 2016년 KBS2 수목드라마 《오 마이 금비》 ... 허병수 역
- 2017년 KBS2 월화드라마 《완벽한 아내》 ... 조영배 역
- 2017년 KBS2 수목드라마 《맨홀 - 이상한 나라의 필》 ... 양구길의 아버지 역
- 2018년 KBS2 주말드라마 《하나뿐인 내편》 ... 장대훈 역(특별출연 84회 ~ 86회)
- 2019년 KBS1 일일연속극 《꽃길만 걸어요》 ... 강규철 역
- 2020년 KBS2 드라마 스페셜 《그곳에 두고 온 라일락》 ... 송사장 역
- 2021년 KBS2 일일드라마 《빨강구두》 ... 김정국 / 윤명준 역(특별출연)
- 2021년 KBS 대하드라마 《태종 이방원》... 민제 역
- 2023년 KBS2 주말드라마 《효심이네 각자도생》 ... 강진범 역 (8회 ~ 51회 )[3] (본작의 만악의 근원이자 가해자가 된 피해자)

#### SBS
- 1992년 소설극장 《해빙기의 아침》 ... 황태민 역
- 1995년 아침드라마 《그대 목소리》 ... 석영 역
- 1998년 주말극장 《사랑해 사랑해》
- 1998년 드라마 스페셜 《홍길동》 ... 중종 역
- 2000년 일일연속극 《자꾸만 보고싶네》 ... 김재열 역
- 2001년 일일연속극 《이 부부가 사는 법》 ... 기선우 역
- 2003년 드라마 스페셜 《술의 나라》 ... 길수 역
- 2004년 일일연속극 《소풍가는 여자》 ... 오윤호 역
- 2006년 드라마 스페셜 《불량 가족》 ... 하인수 역
- 2006년 추석특집극 《내 사랑 달자씨》 ... 강영섭 역
- 2010년 월화드라마 《별을 따다줘》 ... 정인구 역
- 2010년 대하드라마 《자이언트》 ... 노갑수 역(특별출연)
- 2013년 드라마 스페셜 《그 겨울, 바람이 분다》 ... 장성 역

#### MBC
- 1996년 베스트극장 《나, 28세 미혼》
- 1997년 일일시트콤 《남자 셋 여자 셋》
- 1997년 베스트극장 《건망증 이야기》 ... 철우 역
- 1998년 월화드라마 《애드버킷》
- 1999년 베스트극장 《북어대가리》 ... 셋째 역
- 1999년 월화 특별기획 드라마 《국희》... 서울지검 검사 양범석 역
- 1999년 베스트극장 《홀리데이》 ... 철주 역
- 2001년 수목 미니시리즈 《맛있는 청혼》 ... 박영국 역
- 2002년 주말연속극 《그대를 알고부터》 ... 조남기 역
- 2002년 베스트극장 《신촌에서 유턴하다》 ... 운전학원장 경석 역
- 2008년 아침드라마 《흔들리지마》 ... 박형철 역
- 2012년 주말 특별기획 드라마 《메이퀸》 ... 박기출 역
- 2016년 수목드라마 《쇼핑왕 루이》 ... 백선구 역
- 2019년 수목드라마 《더 뱅커》 ... 박용수 역

#### 타방송사
- 2010년 E채널 목요드라마 《비밀기방 앙심정》 ... 청설 부 역
- 2011년 JTBC 대하드라마 《인수대비》 ... 이현로 역
- 2011년 JTBC 월화드라마 《빠담빠담... 그와 그녀의 심장박동소리》 ... 주 검사 역
- 2012년 JTBC 수목드라마 《발효가족》 ... 현숙의 비서, 정성민 역(특별출연)
- 2012년 MBN 주말드라마 《사랑도 돈이 되나요》
- 2013년 JTBC 주말드라마 《궁중잔혹사 - 꽃들의 전쟁》 ... 심기원 역
- 2015년 OCN 토요드라마 《실종느와르 M》 ... 박정도 역
- 2025년 tvN 토일드라마 《감자연구소》 … 홍순익 역

### 영화
- 1993년 《서편제》 ... 동호 역
- 1995년 《도둑과 시인》 ... 시인 역
- 2006년 《거룩한 계보》 ... 한욱 역
- 2007년 《바르게 살자》 ... 김선배 역(특별출연)

### 연극
- 1987년 《상록수》 ... 박동혁 역(주인공)

### 뮤지컬
- 1996년 《올리버》

## 연기 외 활동

### 예능
- 1994년 7월 8일 KBS2 《퀴즈탐험 신비의 세계》
- 1996년 3월 27일 KBS2 《가족오락관》

### 광고
- 1994년: 동부대우전자 초간편 VTR 딱 한 번
- 1994년: 진미식품 진미고향고추장

### 라디오 프로그램
- 2016년 EBS FM 《책 읽는 라디오 낭독 시리즈》

## 수상
- 1993년 제4회 춘사대상영화제 신인남우상 《서편제》
- 1993년 제31회 대종상 영화제 신인남우상 《서편제》
- 1993년 KBS 연기대상 신인상 《당신이 그리워질 때》
- 1994년 KBS 연기대상 인기상 《당신이 그리워질 때》
- 1999년 MBC 연기대상 우수연기상 《국희》
- 1999년 KBS 연기대상 우수상 《해뜨고 달뜨고》
- 2009년 KBS 연기대상 특집 문학관 남자 단막극상
- 2015년 KBS 연기대상 남자조연상